# Polynésie La Première (radio)
Pour les articles homonymes, voir Polynésie La Première.
Polynésie La Première est une chaîne de radio généraliste publique française de proximité d'Outre-Mer 1re diffusée en Polynésie française. Les rédactions Radio sont bilingues (français-tahitien) et assurent une couverture de l’actualité locale, régionale, nationale et internationale.

## Histoire de la chaîne
François Mitterrand, Ministre de la France d'Outre-Mer, décide de doter les Établissements français de l'Océanie d'une radio digne de la présence française dans la zone. Radio Tahiti est ainsi créée en 1949 et diffuse trois heures par jour d'émissions qui passe à quatre heures en 1952.
Par décret du 14 septembre 1954, toutes les radios d'outre-mer sont réunies sous le sigle de la RFOM (Radiodiffusion de la France Outre-Mer) qui devient Société de radiodiffusion de la France d'outre-mer (SORAFOM) l'année suivante, puis Office de coopération radiophonique (OCORA) en 1962 sous le giron de la Radiodiffusion-télévision française (R.T.F.). Par la suite, Radio-Tahiti appartient à l'Office de radiodiffusion télévision française (O.R.T.F.) à partir de 1964.
À la suite de l'éclatement de l'O.R.T.F. le 31 décembre 1974 et de la création de la nouvelle société nationale de programme France-Régions 3 responsable de toutes les chaînes de radio et de télévision régionales, Radio Tahiti devient FR3-Tahiti le 6 janvier 1975.
En décembre 1982, FR3-Tahiti prend le nom de RFO Tahiti à la suite de la création de la société nationale de programmes RFO (Radio Télévision Française d’Outre-Mer) par transfert des activités de FR3 pour l’outre-mer.
RFO change de locaux et s'installe dans son nouveau siège au Centre Pamatai en juin 1997.
Le 1er février 1999, RFO Tahiti devient Radio Polynésie à la suite de la transformation de RFO en Réseau France Outre-mer.
Une fréquence radio unique est mise en place en octobre 2000 pour une grande partie de l'île de Tahiti, le 89,0 MHz.
Le 12 octobre 2010, Rémy Pflimlin annonce le changement de nom du Réseau France Outre-mer en Réseau Outre-Mer 1re pour s'adapter au lancement de la TNT en Outre-Mer. Toutes les chaînes de télévisions et de radio du réseau changent de nom le 30 novembre 2010 lors du démarrage de la TNT et Radio Polynésie devient Polynésie 1re.

## Identité visuelle

### Logos

Logo de R.T.F. Radio Tahiti de 1962 au 26 juin 1964
Logo de O.R.T.F. Radio Tahiti du 27 juin 1964 au 5 janvier 1975
Logo de FR3-Tahiti du 6 janvier 1975 à décembre 1982
Logo de RFO Tahiti de décembre 1982 à 1993
Logo de RFO Tahiti de 1993 au 31 janvier 1999
Logo de Radio Polynésie du 23 mars 2005 au 29 novembre 2010
Logo de Polynésie 1re du 30 novembre 2010 au 28 janvier 2018
Logo de Polynésie La 1re depuis le 29 janvier 2018

## Organisation

### Budget
Polynésie 1re dispose d'un budget versé par Outre-Mer 1re et provenant pour plus de 90 % des ressources de la redevance audiovisuelle et des contributions de l’État français allouées à France Télévisions. Il est complété par des ressources publicitaires.

### Missions
Les missions de Polynésie 1re sont de produire des programmes de proximité, d'assurer une meilleure représentation de la vie sociale, culturelle, sportive, musicale et économique de l'archipel dans l'espace polynésien et à l'international par la coproduction de magazines et par le biais de Radio Ô. Elle est aussi chargée de représenter la diversité et la neutralité.

## Programmes
Polynésie 1re diffuse 5892 heures de programmes locaux chaque année, mais également des émissions produites par la station parisienne d'Outre-Mer 1re (Radio Ô) ou issues de radios métropolitaines, essentiellement du groupe Radio France.

## Diffusion
Polynésie 1re est diffusée sur le réseau hertzien analogique en onde moyenne sur la fréquence 738 kHz et en FM via quarante-six émetteurs couvrant l’ensemble des cinq archipels de la Polynésie française.